# Mátészalka–Záhony-vasútvonal
A Mátészalka–Záhony-vasútvonal a MÁV 111-es számú, egyvágányú, nem villamosított vasútvonala a Szatmár-Beregi-síkság nyugati peremén, a Tisza bal partján.

## Története
A vonalat 1905. szeptember 27-én nyitotta meg Nagykároly, Mátészalka és Csap között a Nagykároly–Mátészalka–Csap HÉV vasúttársaság, 87 km hosszban.
Záhony állomásra korábban a déli végére volt bekötve. Az átépítés óta az állomást az északi végén éri el.
A vonal folytatásának tekinthető a 115-ös számú Mátészalka–Nagykároly-vasútvonal.

## A záhonyi átrakókörzet
Záhony és Csap között a Budapest–Záhony-vasútvonal nem villamosított, a Tisza-híd egyvágányú, melyen fonódva megy át a széles és a normál nyomtávú vágány. A vonal folytatása a Csap–Bátyú–Munkács–Lviv-vasútvonal. Szokás szerint a normál/széles tengelyátszereléseket a magyar oldalon szokták végezni csoportemelő berendezéssel. Az emelőkkel felemelik a kocsikat, lekötik a kocsikról és kigurítják alóluk az egyik nyomtávú forgóvázakat, majd alágurítják a másik nyomtávúakat, leengedik a kocsikat, végül pedig bekötik a forgóvázakat. De az ukrán oldalon néhány határhoz közeli vasúton (pl. Munkács állomásig) arra is van lehetőség, hogy fonódott vágányokon tengelyátszerelés nélkül közlekedjenek normál nyomtávú vonatok. Ezt kihasználva a 2018. december 9-i menetrendváltás óta több magyar nemzetközi vonat is közlekedik Munkácsra normál nyomtávon.